# Papilio liomedon
Papilio liomedon is een vlinder uit de familie van de pages (Papilionidae). De wetenschappelijke naam van de soort is voor het eerst geldig gepubliceerd in 1874 door Frederic Moore.